# Chasmatopterus parvulus
Chasmatopterus parvulus är en skalbaggsart som beskrevs av Mariano de la Paz Graells 1851. Chasmatopterus parvulus ingår i släktet Chasmatopterus och familjen Melolonthidae. Inga underarter finns listade i Catalogue of Life.